# Call of Duty (computerspelserie)
Call of Duty (CoD) is een serie van computerspellen ontwikkeld door Infinity Ward, Treyarch en Sledgehammer Games. Na het succes van het eerste spel, volgden er nog meerdere spellen. Qua gameplay lijkt de Call of Duty-serie op de Medal of Honor-serie, maar in tegenstelling tot Medal of Honor speelt de speler als soldaat van verschillende landen, zoals de Verenigde Staten, het Verenigd Koninkrijk en de Sovjet-Unie.
Call of Duty 4: Modern Warfare was het eerste spel in de serie dat niet meer tijdens de Tweede Wereldoorlog afspeelt, maar in het heden. Call of Duty: Modern Warfare 3 (2023) was het laatste spel dat is gepubliceerd.

## Geschiedenis
Op 29 oktober 2003 werd het eerste spel van de serie uitgegeven, genaamd Call of Duty. Dit spel is beschikbaar voor Windows en Mac OS X.
Op 14 september 2004 is de eerste uitbreiding op het spel uitgebracht, met de naam Call of Duty: United Offensive. Dit uitbreidingspakket was alleen geschikt voor de Windows-versie. Naast nieuwe wapens en missies biedt dit uitbreidingspakket de speler de mogelijkheid voertuigen, zoals tanks en jeeps, te besturen.
Op 16 november 2004 kwam Call of Duty: Finest Hour uit. Het spel werd uitgegeven voor PlayStation 2, GameCube en Xbox. Dit was de eerste Call of Duty die op een console gespeeld kon worden.
In het laatste kwartaal van 2005 kwam het tweede deel in de serie uit, Call of Duty 2, voor Windows en Xbox 360. Op Xbox, GameCube en PlayStation 2 verscheen een nieuw deel in de serie onder de naam Call of Duty 2: Big Red One.
Op 9 november 2006 kwam het deel Call of Duty 3 uit voor de platforms Wii, Xbox, PlayStation 2, PlayStation 3 en Xbox 360. Deze versie is niet gemaakt door Infinity Ward, maar door een bedrijf genaamd Treyarch. Nieuw in dit deel zijn onder andere de voertuigen die in multiplayer-modus gebruikt kunnen worden.
Call of Duty en de uitbreidingen zijn allen als online multiplayer te spelen. Tijdens het online spelen kan de speler kiezen met welke kant wordt meegevochten: voor het Duitse leger, of voor de geallieerden (Britten, Amerikanen of Russen). In deel 3 is er echter geen verschil in de geallieerden-klasse: de speler is standaard Amerikaan of Duitser. Hoewel in de singleplayer de Fransen, Canadezen, Polen en Britten aan bod komen, komen zij niet voor in de multiplayer.
Eind 2006 ging er een gerucht, vergezeld van een aantal beelden, door de media over Call of Duty 4: Modern Warfare. Vernieuwingen van het spel in deze versie zijn onder andere perks (extra voordelen op gebied van onder andere munitie, snelheid, zichtbaarheid), meer camouflage, men kan door dunne muren heen schieten en er zijn 16 hitpoints in plaats van 3. Dit betekent dat men iemand op 16 punten kan raken. In voorgaande delen waren dit enkel hoofd, romp en benen. Call of Duty 4: Modern Warfare is in Nederland en België uitgekomen op 9 november 2007. Het spel verscheen op 5 november 2007 in de Verenigde Staten. De demo kwam een maand eerder uit, op 11 oktober 2007. Het vierde deel hoort tot de top van de meest gespeelde online computerspellen, op de ranking van Xfire staat het spel op nummer één.
Call of Duty: World at War wordt ook wel Call of Duty 5 genoemd. Deze versie speelt zich weer af in de Tweede Wereldoorlog en is net als deel 3 gemaakt door Treyarch. Het strijdtoneel is de oorlog in de Grote Oceaan. Het spel is uitgebracht in november 2008. Nieuw voor de franchise, was de co-op modus waarin je het opneemt tegen hordes zombies.
Als vervolg op het succes van Call of Duty 4: Modern Warfare is er op 10 november 2009 een vervolg uitgekomen: Modern Warfare 2.
In 2009 is een nieuwe versie van Call of Duty uitgekomen. Dit is een remake die niet voor pc is zoals deel één, maar voor Xbox 360 als download. Dit spel heeft Call of Duty: Classic als naam.
Verder is er op 9 november 2010 een nieuw deel in de Call of Duty-franchise verschenen. Dit deel is weer geproduceerd door Treyarch, de ontwikkelaar die eerder Call of Duty 3 en Call of Duty: World at War maakte. Het spel draagt de naam Call of Duty: Black Ops en het spel speelt zich af in Rusland tijdens de Koude Oorlog en de Vietnamoorlog. Ook speelt een missie zich af in Cuba.
Op 8 november 2011 is een nieuw deel verschenen, onder de naam Call of Duty: Modern Warfare 3. Modern Warfare 3 is het vervolg op Call of Duty 4: Modern Warfare en Call of Duty: Modern Warfare 2. Dit spel is tevens online te spelen. Het spel speelt zich onder meer af in Rusland, Duitsland, Frankrijk en Somalië. In deze game zit geen "Zombie-mode", maar een nieuwe modus genaamd "Survival", waarin men in zijn eentje of met twee spelers vijanden (met wapens en helikopters) in rondes moet verslaan (deels vergelijkbaar met de "Zombie-mode").
Call of Duty: Elite was een onlinedienst voor multiplayerspelers. Men kon hier gratis aan mee doen, maar er was ook een abonnementenservice. Hiermee konden onder andere statistieken bekeken worden van de gespeelde spellen of algemene statistieken over onder andere de wapens, perks en speelvelden (maps), en konden clans gevormd worden. Inmiddels is de dienst niet meer beschikbaar.
Op 13 november 2012 werd Call of Duty: Black Ops II uitgebracht. Dit deel lijkt veel op zijn voorganger Black Ops. Het heeft ook een "Zombie-mode", alleen zijn de wapens en speelvelden veranderd. Een opmerkelijk extraatje is dat Nuketown, een speelveld uit Black Ops, nu gemaakt is voor zombies maar zich afspeelt na de atoomexplosie.
Op 14 november 2013 kwam het spel Call of Duty: Ghosts uit. Dit is het eerste spel uit de serie dat uitgegeven werd voor PlayStation 4 en Xbox One.
In 2014 werd bekend dat ontwikkelaar Sledgehammer Games de nieuwe Call of Duty gaat maken. Voorheen werd elk deel altijd afwisselend gemaakt door Infinity Ward en Treyarch. Sledgehammer voegt zich nu bij dit duo als hoofdontwikkelaar waardoor er voortaan drie in plaats van twee jaar gewerkt kan worden aan een nieuw deel.
Op 1 mei 2014 lekte uit dat het nieuwste deel, dat bekendstond onder de werktitel Blacksmith, Call of Duty: Advanced Warfare zou gaan heten. Vrij snel na de lek publiceerde Activision de eerste trailer via het officiële Call of Duty YouTube-kanaal. In deze trailer was ook de releasedatum, 4 november 2014, te zien. Tweevoudig Oscarwinnaar Kevin Spacey is ingehuurd om de rol van de schurk (Jonathan Irons) op zich te nemen. Op 27 januari 2015 werd Call of Duty: Havoc DLC voor Advanced Warfare geïntroduceerd in een speciaal hiervoor ingerichte Call of Duty Limobus. Hierin konden de gamers de nieuwste release beproeven en een battle tegen elkaar aangaan. Hiervan werd via live videostreaming verslag gedaan.
Op 6 november 2015 is Call of Duty: Black Ops III uitgekomen. Dit is een vervolg op de Black Ops reeks. Black Ops III is gemaakt door Treyarch. Het spel is alleen beschikbaar voor PS4 en Xbox One. Voor de PS3 en Xbox 360 is het spel wel uitgekomen, maar zonder campaignmode.
Op 4 november 2016 zijn Call of Duty: Infinite Warfare en Call of Duty: Modern Warfare Remastered uitgebracht. Infinite Warfare is gemaakt door Infinity Ward en Modern Warfare Remastered door Raven Software.
Eind 2017 kwam Call of Duty: WWII op de markt. Dit spel speelt zich af tijdens de Tweede Wereldoorlog, waarmee de franchise teruggaat naar zijn roots.
Op 12 oktober 2018 kwam Call of Duty: Black Ops 4 uit. Dit is het eerste spel in de serie die geen verhalende singleplayermodus bevat. In plaats daarvan heeft het spel een battle royale-modus genaamd Blackout.
Op 25 oktober 2019 werd Call of Duty: Modern Warfare uitgebracht. Dit spel moet niet worden verward met Call of Duty 4: Modern Warfare uit 2007. De versie uit 2019 wordt beschouwd als een 'soft reboot' van de Modern Warfare reeks. Het is geen vervolg op de verhaallijn uit Modern Warfare 3, maar de personages uit die serie keren wel terug.
Op 13 november 2020 kwam Call of Duty: Black Ops Cold War uit. Net als de voorganger van deze game, Call of Duty: Black Ops, speelt het spel zich af tijdens de koude oorlog. Het is het vijfde Call of Duty-spel in de Black Ops-reeks.
Na een ontwikkeltijd van vier jaar scheen Call of Duty: Black Ops 6 op 25 oktober 2024. Naast een singleplayerverhaal is er ook een multiplayergedeelte en een co-op-modus tegen zombies aanwezig in het spel.

## Spelmodi

### Verhaalmodus (campaign)
Bijna elke Call of Duty komt met een verhaalmodus. Dit is een verhaal dat zich afspeelt in de setting van het spel. Zo spelen de Modern Warfare spellen zich af in het heden, en volgt deze reeks het verhaal van het SAS-team van oa. Captain John Price, Ghost, Soap & Gaz. Het SAS-team bestrijd veelal een terreur-groeperingen die veelal banden hebben met oa. Rusland en landen in het Midden-Oosten.

### Multiplayer
De multiplayer-modus is verruit de populairste game modus van Call of Duty. In deze spelmodus worden de spelers in 2 teams verdeeld en krijgen ze de opdracht om bepaalde doelen te bereiken in een arena-stijl map. Enkele van de populairste doelen zijn oa. Team Deathmatch, Free-For-All, Capture the Flag, Kill Confirmed.
Spelers kunnen via de Create-a-Class-functie kiezen met welke wapens ze spelen. Elk wapen heeft tevens tientallen toebehoren (zoals dempers, snel herladen, andere types kogels enz.) om hun wapen aan te passen aan hun eigen speelstijl. Elk toebehoren past de statistieken (zoals schade, afstand, terugslag enz) aan.
Daarnaast kunnen spelers ook killstreaks kiezen, die ze kunnen activeren door meerdere kills te halen zonder zelf dood te gaan. Enkele voorbeelden van killstreaks zijn UAV's, counter-UAV's, airstrikes, een helikopter, tactical nukes enz.

### Zombies
Treyarch introduceerde in Call of Duty World at War een horde-modus: zombies. In deze modus is het de bedoeling dat je in een team van max 4 spelers zolang mogelijk overleeft in een map dat overrompeld wordt door zombies. Het spelverloop verloopt in rondes die steeds moeilijker wordt. De map wordt ook in zones onderverdeeld die je moet ontgrendelen met de punten die je scoort door het doden van zombies.  Met die punten kan je ook wapens kopen. Je begint elk spel namelijk met een pistool en mes. Een eerste belangrijk doel is om de elektriciteit aan te leggen. Hiermee ontgrendel je de Perk-a-Cola automaten, en zones die beveiligd werden door elektrisch aangedreven deuren enz. Via die Perk-a-Cola-automaten kan je zogenaamde perks ontgrendelen. Voorbeelden van zo'n perks zijn: Quick Revive, Juggernog (extra gezondheidspunten), Speed Cola (sneller herladen), Stamin-Up (langer sprinten) enz.
Deze game-modus bevat ook een verhaal. Treyarch's Zombies mode heeft 3 verhaallijnen:
- Het Aether verhaal (World At War en Black Ops 1 tot 4)
- De Dark Aether Saga (Black Ops Cold War en Vanguard)
- Het Chaos verhaal (Black Ops: Cold War)

## Games

### Hoofdserie
| Game                                    | Ontwikkelaar                      | Platforms                                                          | Uitgave          |
| --------------------------------------- | --------------------------------- | ------------------------------------------------------------------ | ---------------- |
| Call of Duty                            | Infinity Ward                     | Mac OS X N-gage PlayStation Network Windows Xbox Live Arcade       | 7 november 2003  |
| Call of Duty 2                          | Infinity Ward                     | Mac OS X Windows Xbox 360                                          | 25 oktober 2005  |
| Call of Duty 3                          | Treyarch                          | PlayStation 2 PlayStation 3 PlayStation Portable Wii Xbox Xbox 360 | 10 november 2006 |
| Call of Duty 4: Modern Warfare          | Infinity Ward                     | Mac OS X Nintendo DS PlayStation 3 Wii Windows Xbox 360            | 9 november 2007  |
| Call of Duty: World at War              | Treyarch                          | Nintendo DS PlayStation 3 Wii Windows Windows Mobile Xbox 360      | 14 november 2008 |
| Call of Duty: Modern Warfare 2          | Infinity Ward                     | Mac OS X PlayStation 3 Windows Xbox 360                            | 10 november 2009 |
| Call of Duty: Black Ops                 | Treyarch                          | Mac OS X Nintendo DS PlayStation 3 Wii Wii U Windows Xbox 360      | 9 november 2010  |
| Call of Duty: Modern Warfare 3          | Infinity Ward, Sledgehammer Games | Nintendo DS PlayStation 3 Wii U Windows Xbox 360                   | 8 november 2011  |
| Call of Duty: Black Ops II              | Treyarch                          | PlayStation 3 Wii Windows Xbox 360                                 | 30 november 2012 |
| Call of Duty: Ghosts                    | Infinity Ward                     | PlayStation 3 PlayStation 4 Wii U Windows Xbox 360 Xbox One        | 5 november 2013  |
| Call of Duty: Advanced Warfare          | Sledgehammer Games                | PlayStation 3 PlayStation 4 Windows Xbox 360 Xbox One              | 4 november 2014  |
| Call of Duty: Black Ops III             | Treyarch                          | PlayStation 3 PlayStation 4 Windows Xbox 360 Xbox One              | 6 november 2015  |
| Call of Duty: Infinite Warfare          | Infinity Ward                     | PlayStation 4 Windows Xbox One                                     | 4 november 2016  |
| Call of Duty: Modern Warfare Remastered | Beenox                            | PlayStation 4 Windows Xbox One                                     | 4 november 2016  |
| Call of Duty: WWII                      | Sledgehammer                      | PlayStation 4 Windows Xbox One                                     | 3 november 2017  |
| Call of Duty: Black Ops 4               | Treyarch                          | PlayStation 4 Windows Xbox One                                     | 12 oktober 2018  |
| Call of Duty: Modern Warfare            | Infinity Ward                     | PlayStation 4 Windows Xbox One                                     | 25 oktober 2019  |
| Call of Duty: Black Ops Cold War        | Treyarch, Raven Software          | PlayStation 4 PlayStation 5 Windows Xbox One Xbox Series           | 13 november 2020 |
| Call of Duty: Vanguard                  | Sledgehammer Games                | PlayStation 4/5 Windows Xbox One/Series                            | 5 november 2021  |
| Call of Duty: Modern Warfare II         | Infinity Ward                     | PlayStation 4/5 Windows Xbox One/Series                            | 28 oktober 2022  |
| Call of Duty: Modern Warfare III        | Sledgehammer Games                | Playstation 4/5 Windows Xbox One/Series                            | 10 november 2023 |
| Call of Duty: Black Ops 6               | Treyarch, Raven Software          | Playstation 4/5 Windows Xbox One/Series                            | 25 oktober 2024  |

### Uitbreidingen & Spin Offs
| Game                                | Uitbreiding van                   | Platform(s)                                                          | Uitgave           |
| ----------------------------------- | --------------------------------- | -------------------------------------------------------------------- | ----------------- |
| Call of Duty: United Offensive      | 1                                 | Mac OS X Windows                                                     | 24 september 2004 |
| Call of Duty: Finest Hour           | 1                                 | Nintendo GameCube PlayStation 2 Xbox                                 | 26 november 2004  |
| Call of Duty 2: Big Red One         | 2                                 | Nintendo GameCube PlayStation 2 Xbox                                 | 18 november 2005  |
| Call of Duty: Roads to Victory      | 3                                 | PlayStation Portable                                                 | 30 maart 2007     |
| Call of Duty: World at War: Zombies | World at WarBlack Ops             | iOS                                                                  | 16 november 2009  |
| Call of Duty: Classic               | 1 (Remake)                        | PlayStation 3 Xbox 360                                               | 1 december 2009   |
| Call of Duty: Mobile                |                                   | Android iOS                                                          | 1 oktober 2019    |
| Call of Duty: Warzone               | Modern WarfareBO Cold WarVanguard | PlayStation 4 PlayStation 5 Windows Xbox One Xbox Series             | 10 maart 2020     |
| Call of Duty: Warzone 2.0           | Modern Warfare II                 | Android iOS PlayStation 4 PlayStation 5 Windows Xbox One Xbox Series | 16 november 2022  |